# Bothmerstraße 7/9 (München)

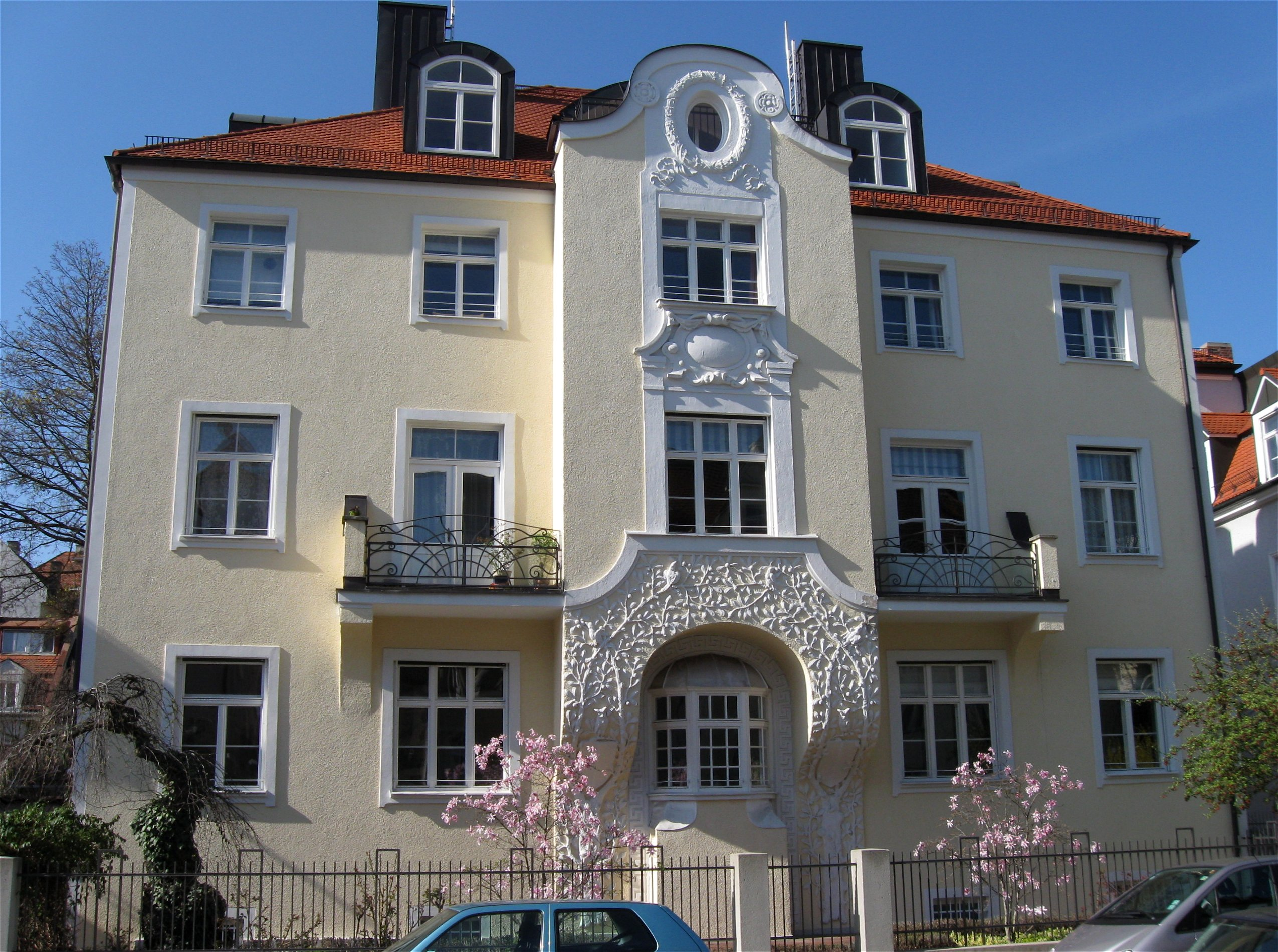
Haus Bothmerstraße 7/9 in München-Neuhausen

Das Haus Bothmerstraße 7/9 ist ein denkmalgeschütztes Mietshaus im Münchner Stadtteil Neuhausen.
Das dreigeschossige Haus wurde Anfang des 20. Jahrhunderts in den Formen des Jugendstils errichtet. Der Mittelerker ist zwischen den Balkonen mit reichem Stuck verziert. 